# Bulford
Bulford – wieś w Anglii, w hrabstwie Wiltshire. Leży 16 km na północ od miasta Salisbury i 119 km na zachód od Londynu. W 2001 miejscowość liczyła 4698 mieszkańców.